# Phlogophora meticulosa
Phlogophora meticulosa és una espècie de lepidòpter ditrisi de la família dels noctúids (Noctuidae). Viu arreu d'Europa fins als Urals i també a les Açores, Algèria, Àsia Menor, Armènia i Síria. És una espècie migratòria.

## Descripció
Té una envergadura d'entre 4,5 i 5,2 cm i una ales amb una forma molt distintiva amb un àpex punxegut. El color de base de les ales anteriors és l'ocre, amb tons marrons cap als extrems, i estan marcades amb una franja fosca en forma de V. Tot i aquesta coloració brillant, les marques angulars proporcionen una excel·lent camuflatge. Les ales posteriors són de color blanquinós amb nervis més foscos.

## Descripció tècnica i varietats
Envergadura de 4,5 a 5,2 cm. Ales anteriors de color ocre blanquinós amb la base i l'àrea costal àmpliament rosaci. Presenta un espai triangular en el marge interior abans de la línia interior, l'àrea terminal més enllà de la línia submarginal, i una ombra costal enllà de la línia exterior de color verd oliva. La zona central és de color verd fosc, rosada cap a l'extrem, de forma triangular, i amb àpex rom en el marge interior. Els 3 estigmes són de color més o verd, tenint els dos superiors les vores laterals pàl·lides. La línia exterior és doble i en angle cap a l'exterior a la cinquena vena. La línia submarginal precedida per una lúnula és de color verd negrós entre la sisena i setena venes. Té una franja de color vermell marronós, tendint a negre al llarg de l'escissió per sota de quarta vena. Les ales posteriors són de ocre pàl·lid, amb les venes discals, i sovint amb tota la meitat interior tenyida de verd fosc. Les línies exteriors i les dobles submarginals són fosques, sovint amb aquests últimes formant una banda grisa sota la quarta vena.

## Biologia
Dues cries es produeixen cada any, i a les Illes Britàniques, els adults volen entre el maig i l'octubre. Aquesta arna vola principalment a la nit i se sent atreta per la llum i el sucre. Sovint pot ser vista durant el dia en repòs a les tanques o entre les fulles del jardí.
Les larves són d'un color verd opac o marró rosat, densament esquitxat de punts pàl·lids. La línia dorsal és blanquinosa i està interrompuda. Les línies laterals són estretes i blanquinoses. Presenta entre 4 i 11 segments amb franges laterals fosques obliqües. La larva és de color verd o marró amb taques vermelloses al llarg dels costats i febles galons foscos al llarg de l'esquena. S'alimenta d'una àmplia varietat de plantes (veure llista a baix). Aquesta espècie passa l'hivern com a larva.
Existeix una espècie relacionada molt similar, Euplexia lucipara.

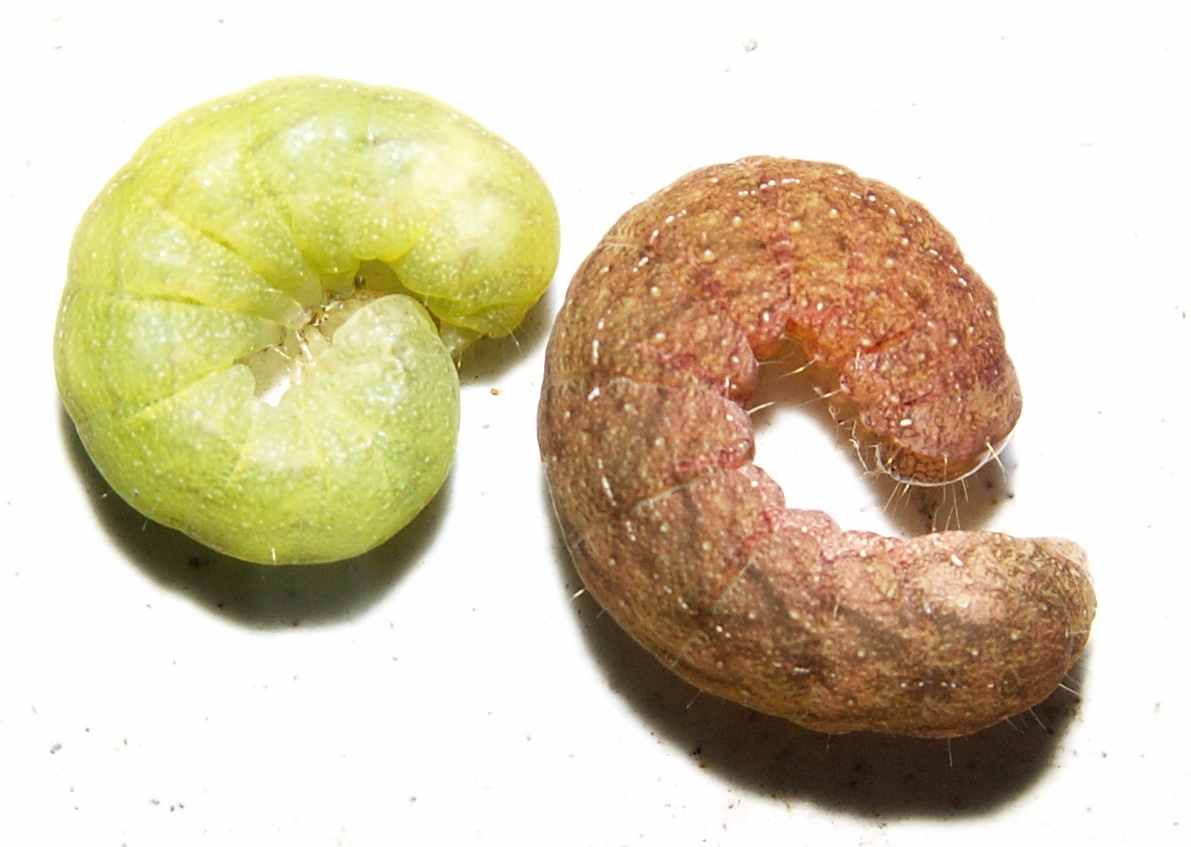
Larves verda i marró
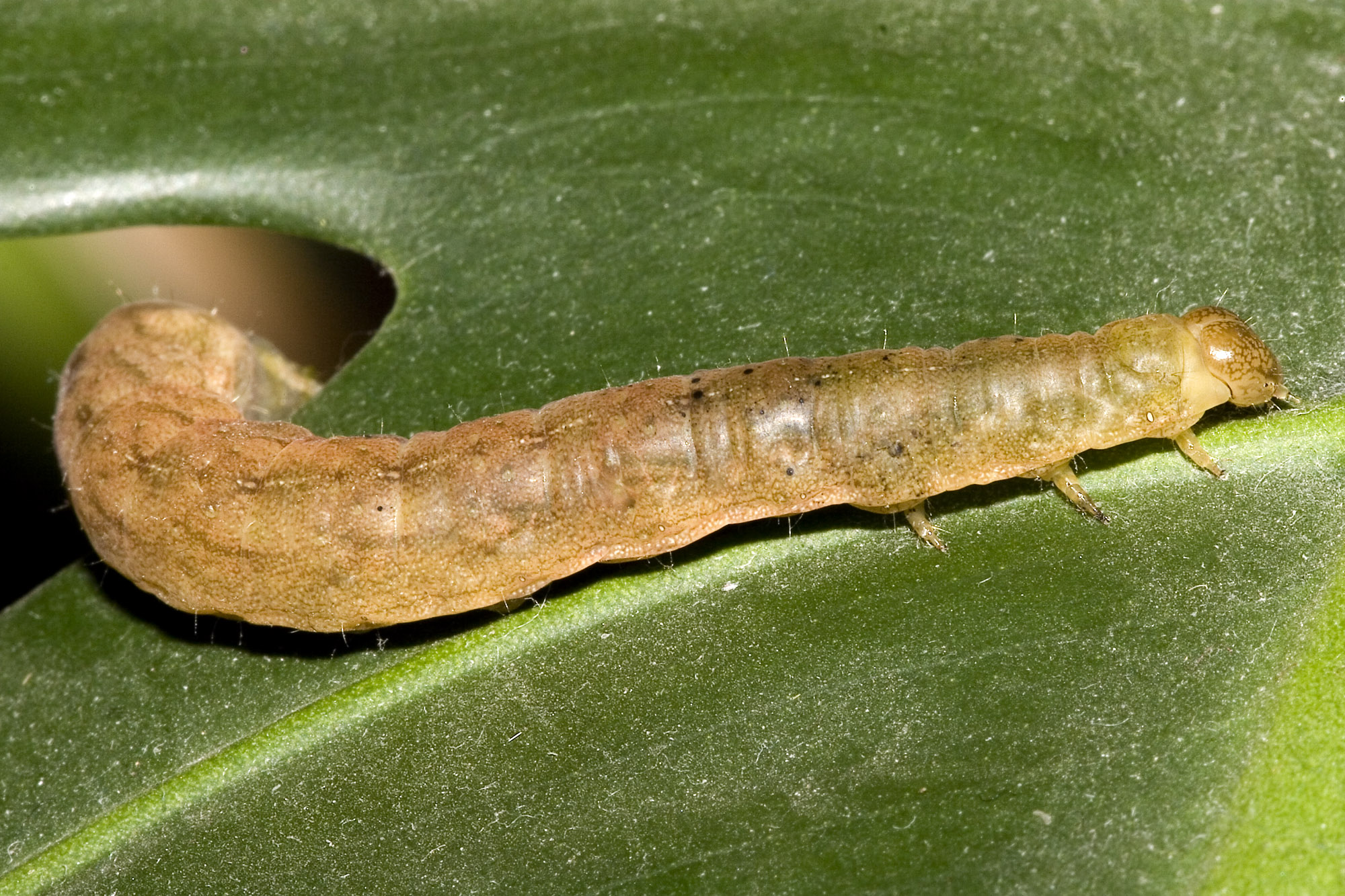
Eruga
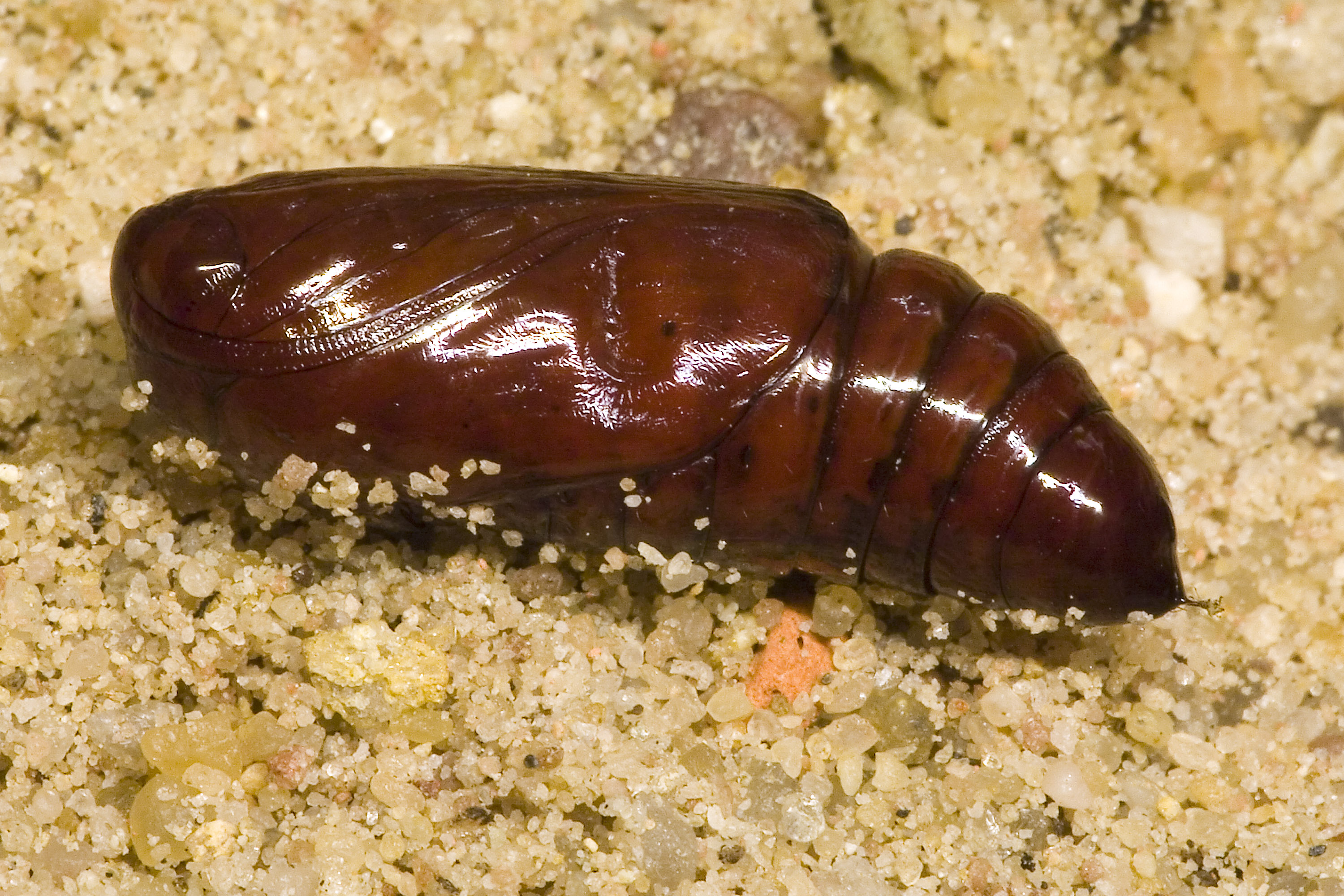
Crisàlide
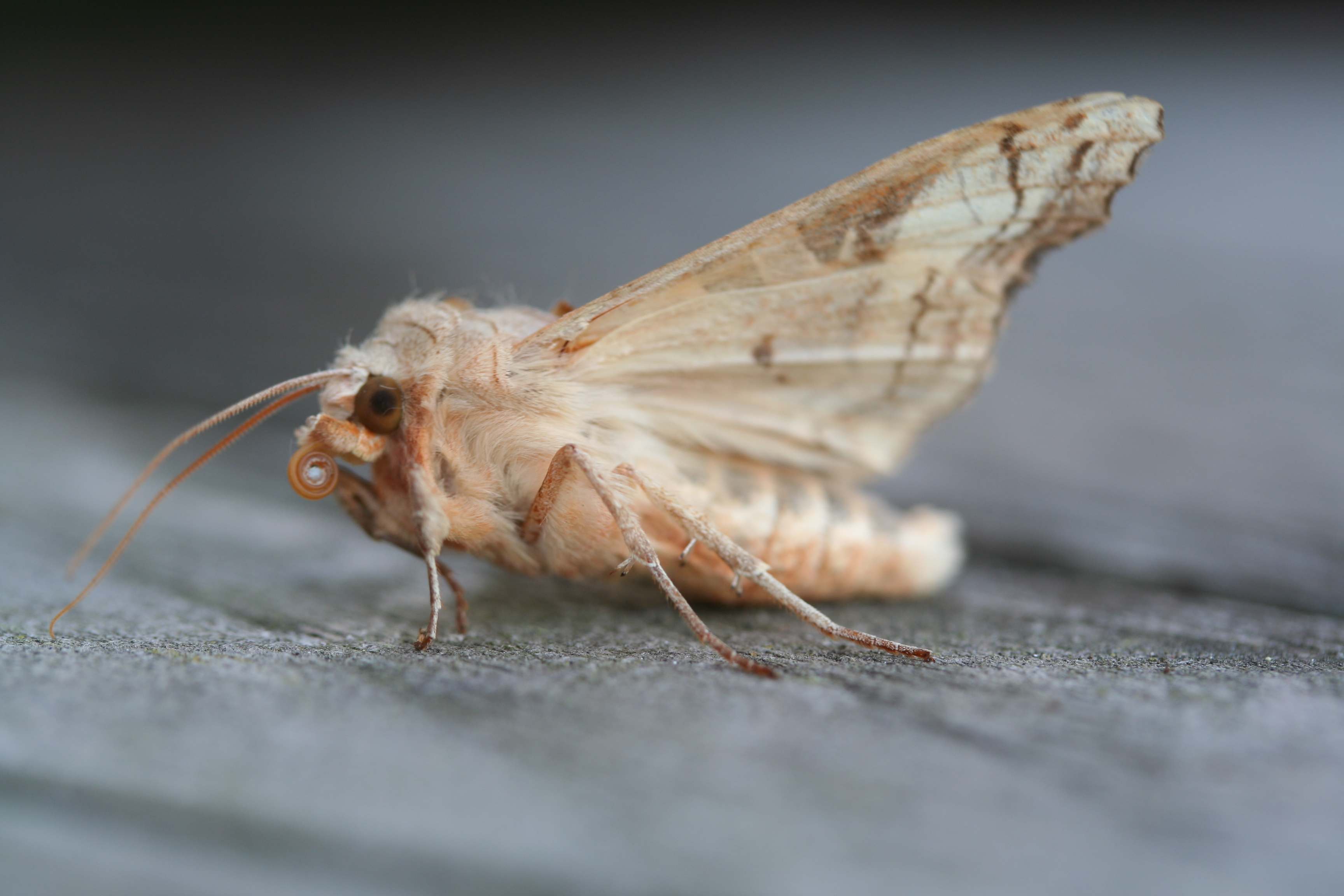
Primer plà d'imago
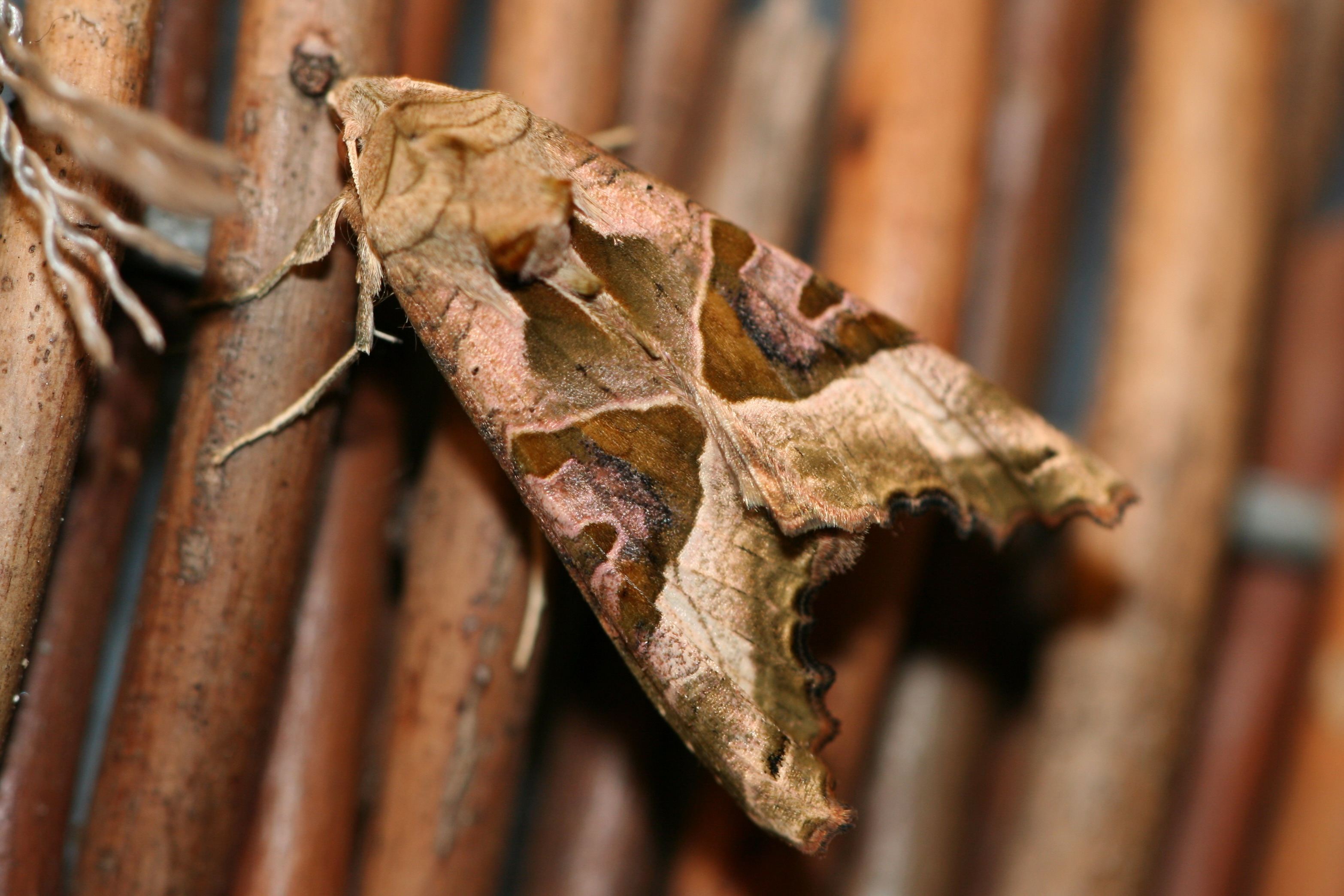
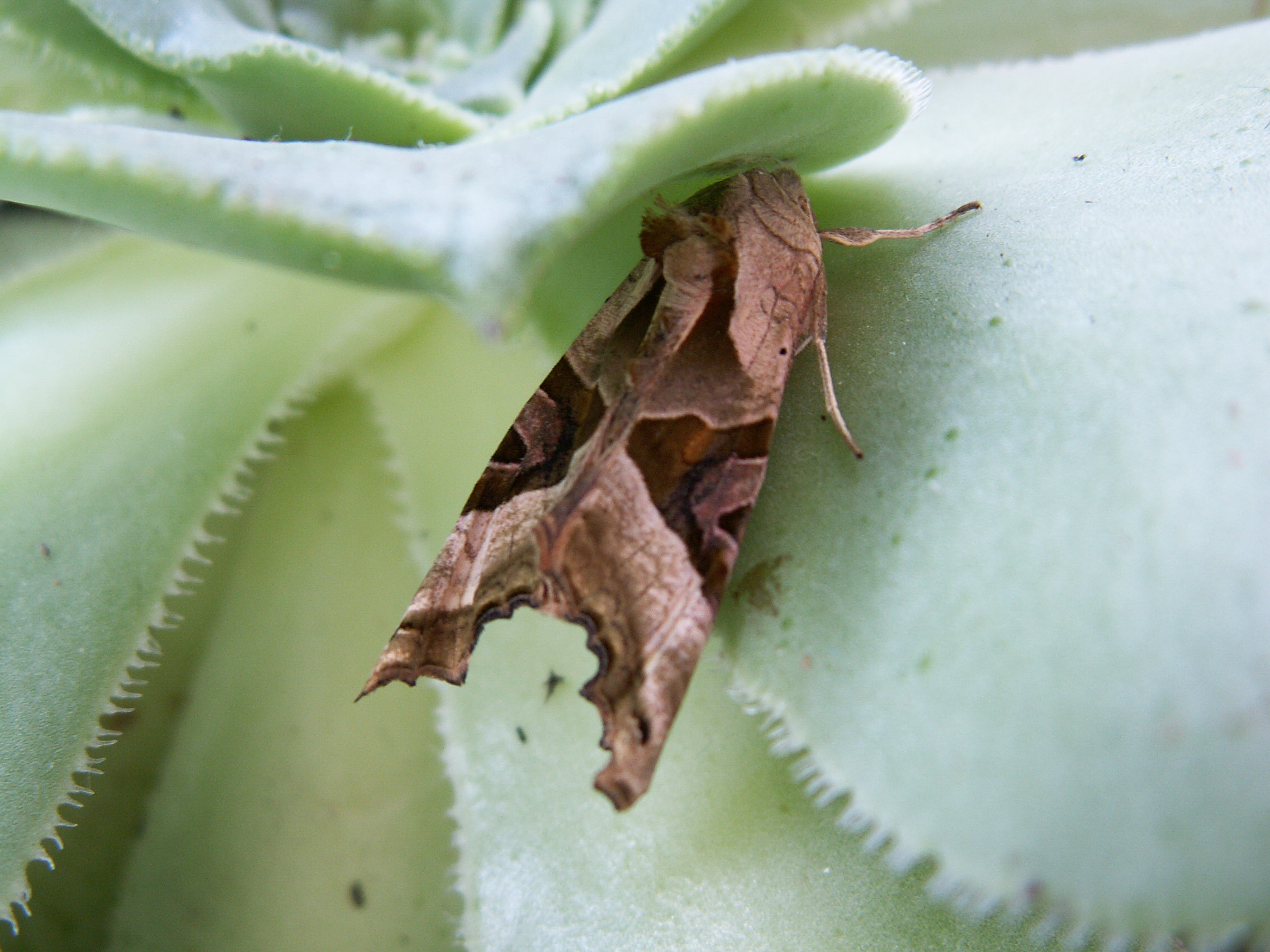
Arna
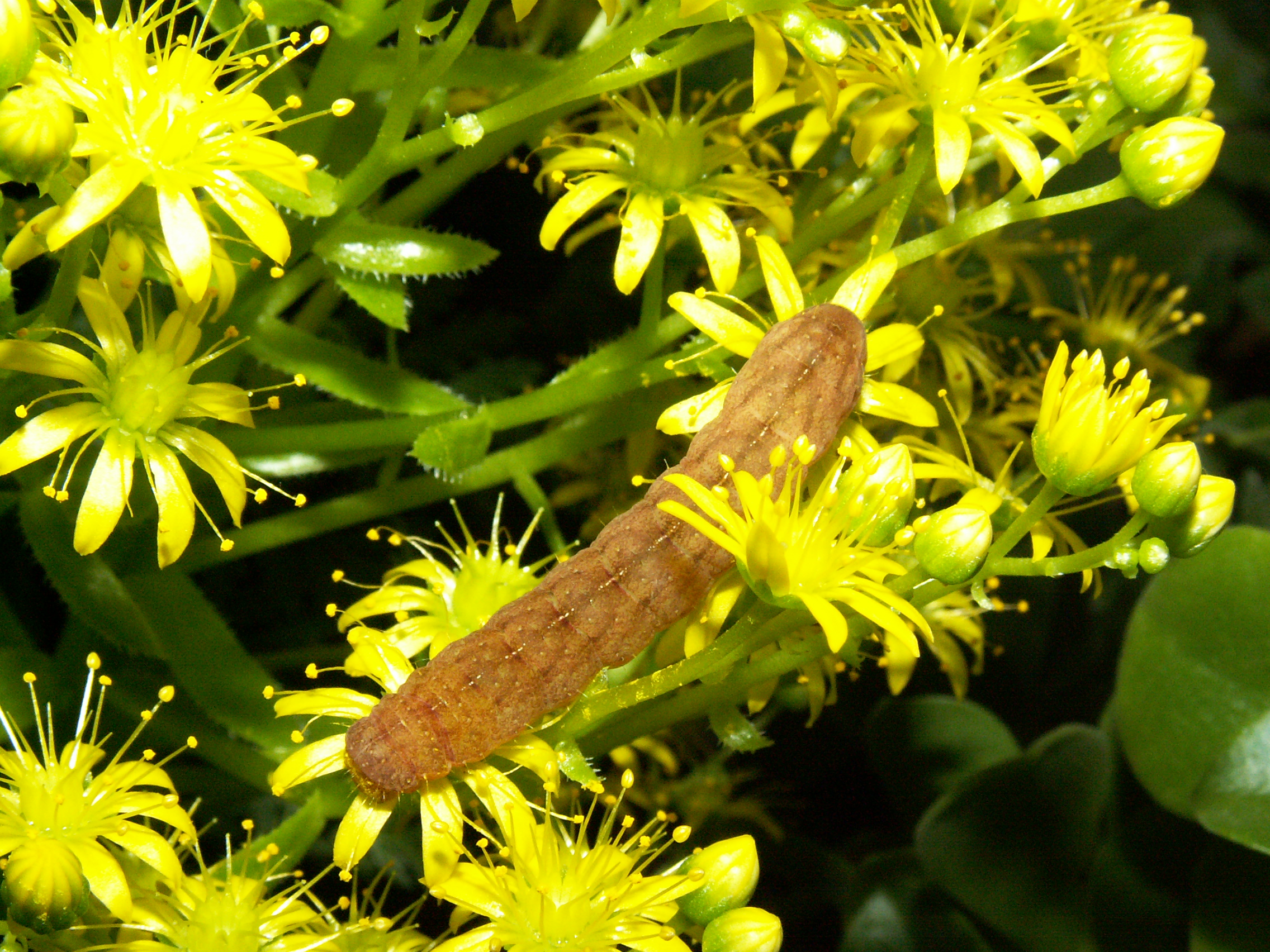
Eruga (variant marró) a una Aeonium
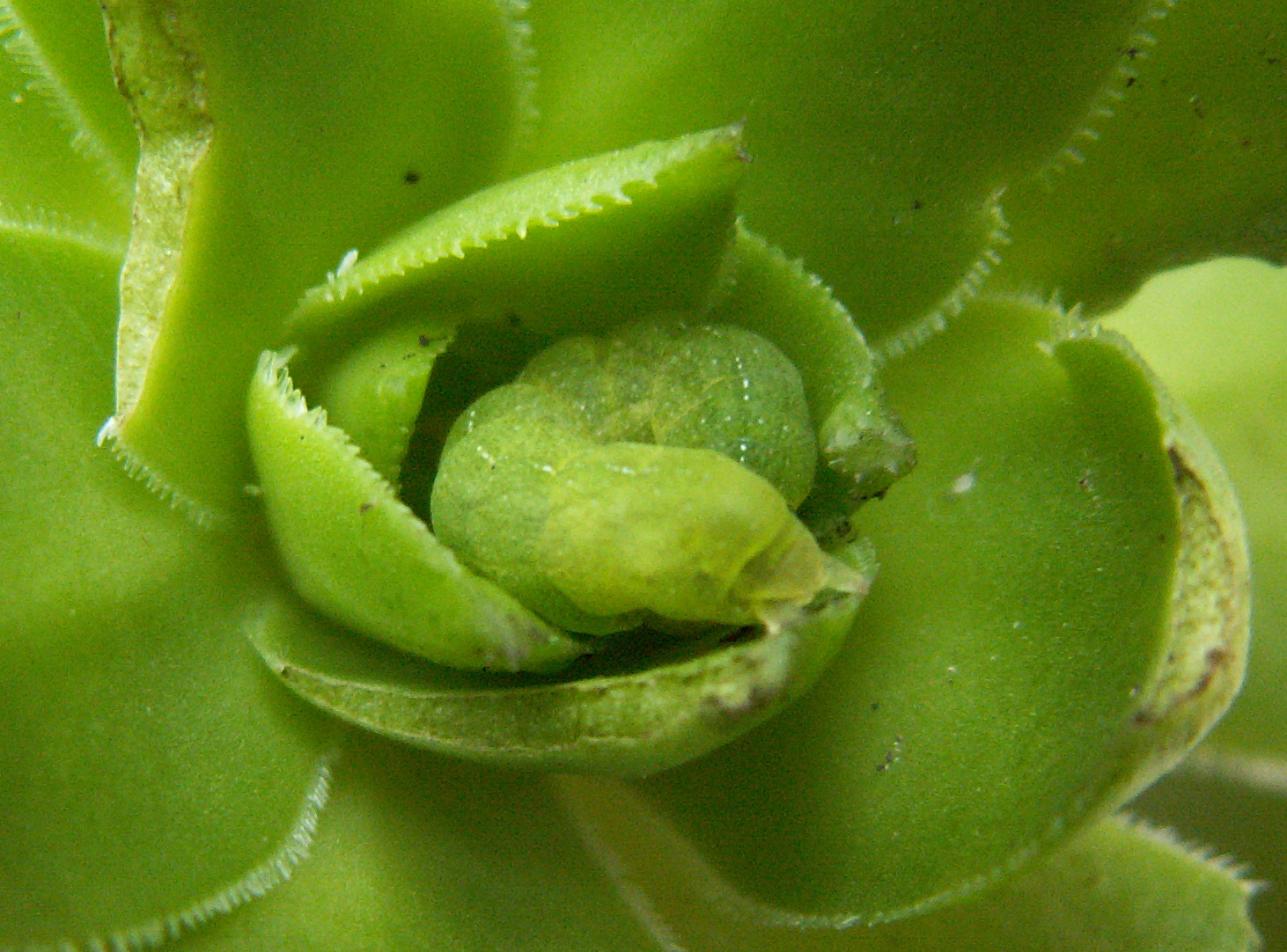
Larva (variant verda) a una Aeonium

## Aliment vegetal registrat
- Aeonium
- Anemone
- Api
- Alfàbrega
- Bedoll
- Brassica
- Bròcoli
- Crisantem
- Carxofera
- Dàlia
- Espinac
- Gerani
- Geranium
- Hedera – heures
- Helianthus – gira-sols
- Herba de Sant Jordi
- Humulus
- Lletuga
- Lamium
- Maduixot
- Ortiga
- Pomera
- Prunus
- Perera
- Quercus – roures
- Raïm
- Remolatxa d'hort
- Rubus
- Rumex
- Senecio
- Solanum
- Stellaria
- Tabac
- Vicia

Vegeu Robinson, G. S. et al.